# Chipka

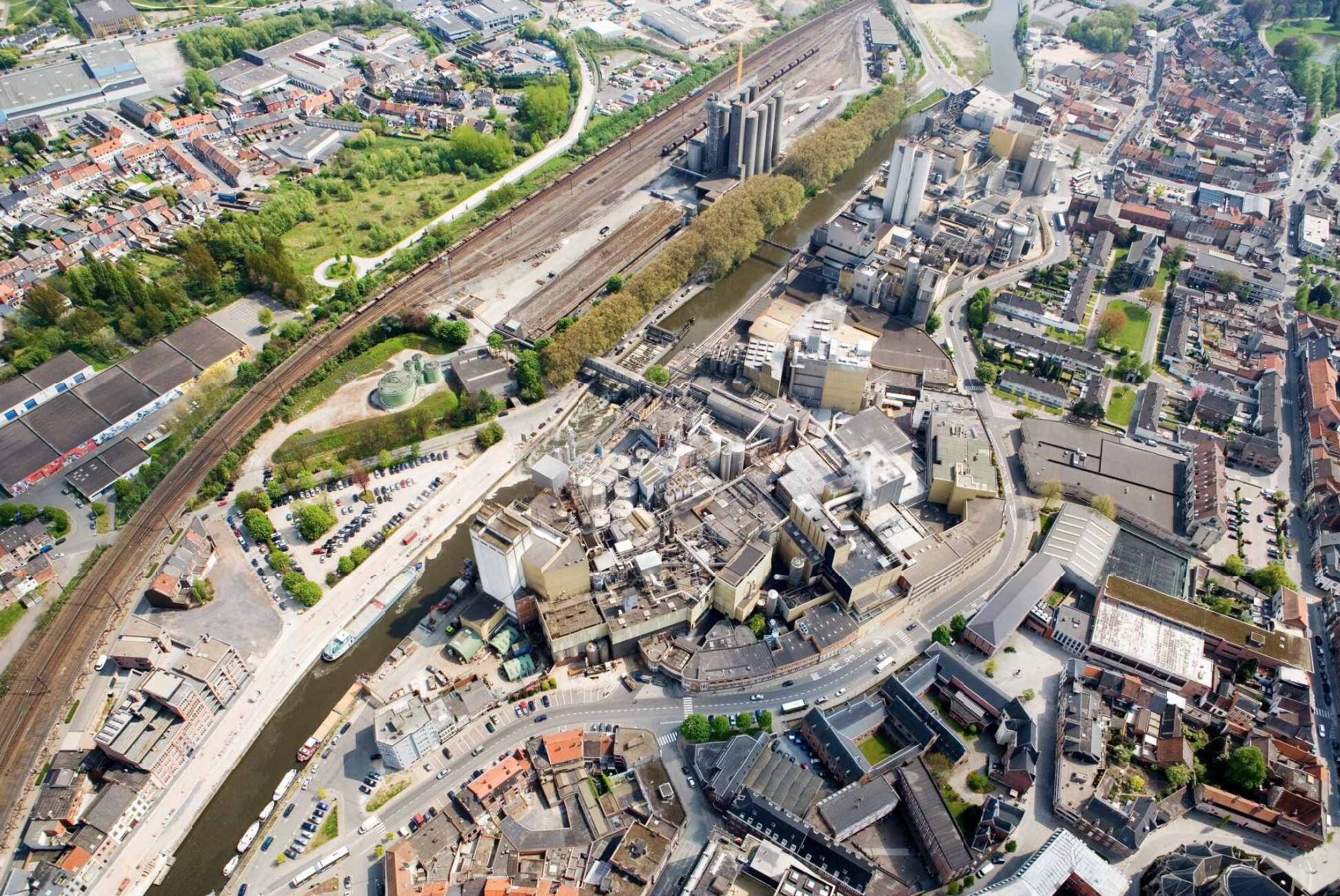
Chipka in 2012, helemaal ingenomen door Tereos. De rechtse wegen (kronkelende weg) was oorspronkelijk de Dender.

Chipka was een eiland in het centrum van de Oost-Vlaamse stad Aalst. Het was een eiland in de rivier de Dender en werd gevormd tussen de natuurlijke en de gekanaliseerde loop van deze rivier. Door de demping van de natuurlijke loop van de rivier (nu Burchtstraat) in de jaren 1960, kan men dit stadsdeel niet meer als eiland herkennen. Zo goed als het hele gebied wordt nu ingenomen door de zetmeelfabriek Tereos Syral, het voormalige Amylum.
Na het rechttrekken van de Dender in 1863-1867 vestigden de broers Philemon, Edouard en Felix Callebaut in 1873 een stroopfabriek op het braakliggende eiland dat was ontstaan. In hun spoor volgden diverse andere industrieën.
Het stadsdeel kreeg zijn benaming na een veldslag in 1877, waarin Bulgarije het samen met Rusland opnam tegen het Turks-Ottomaanse Rijk. Deze Slag om de Sjipkapas werd later in West-Europa een symbool voor chaos. De werk- en leefomstandigheden in deze stadsbuurt, waar de huisjes omringd waren door fabrieken, waren niet anders. Uit de schouwen kwam zwarte rook en het lawaai was niet te harden wanneer de wagens met hun ijzeren wielen over de onverharde straten donderden. De uitgebuite arbeiders kwamen regelmatig in verzet tegen hun werkgevers, onder leiding van de daensisten en de socialisten.
Vandaag is dicht bij de stad Gabrovo (Bulgarije) de Sjipkapas te bezoeken. Sinds 2010 is er officieel een jumelage tussen beide steden, samenwerking was er al vele jaren.
Chipka is sinds 2015 tevens de titel van het maandelijkse tijdschrift van de stad Aalst.

## Voetnoten
1. ↑  De verloren geschiedenis van het vuilste eiland van Vlaanderen, VRT NWS, 6 januari 2023